# Mastigophora woodsii
Mastigophora woodsii är en bladmossart som först beskrevs av William Jackson Hooker, och fick sitt nu gällande namn av Christian Gottfried Daniel Nees von Esenbeck. Mastigophora woodsii ingår i släktet Mastigophora och familjen Mastigophoraceae. Inga underarter finns listade i Catalogue of Life.